# Le Glèbe
Le Glèbe är en tidigare kommun i kantonen Fribourg, Schweiz. Den bestod av byarna Estavayer-le-Gibloux, Rueyres-Saint-Laurent, Villarlod och Villarsel-le-Gibloux. Dessa byar var självständiga kommuner till den 1 januari 2003 då Le Glèbe bildades genom en sammanslagning av kommunerna.
Le Glèbe var tidigare en egen kommun, men den 1 januari 2016 bildades kommunen Gibloux genom en sammanslagning av Corpataux-Magnedens, Farvagny, Le Glèbe, Rossens och Vuisternens-en-Ogoz.

## Källa
1. ↑  ”Statistique de la superficie 2004/09	: Données communales” (på tyska & franska) (Excel). Office fédéral de la Statistique. http://www.bfs.admin.ch/bfs/portal/fr/index/themen/02/03/blank/data/gemeindedaten.Document.87942.xls.